# Campovolo
Con il termine Campovolo si intende il concerto tenuto dal musicista reggiano Luciano Ligabue il 10 settembre 2005 all'interno dell'Aeroporto di Reggio Emilia. Per questo concerto sono stati venduti 165.264 biglietti, registrando l'allora record europeo di spettatori paganti per un concerto di un singolo artista.
Il 16 luglio 2011 l'esperienza fu ripetuta con un numero di presenze limitato: 117.060.
Il 19 settembre 2015, per festeggiare i 25 anni di carriera di Ligabue, si è tenuto Campovolo 2015, con 151.395 spettatori presenti.
Il 4 giugno 2022, viene recuperato l'evento "30 anni in un giorno" inizialmente fissato il 12 settembre 2020 e rimandato a seguito dell'emergenza sanitaria da COVID-19. Al concerto hanno partecipato 103.009 spettatori paganti (sold out) e si è tenuto nella nuovissima RCF Arena.

## Il primo Campovolo
Giunto al quindicesimo anno di attività, Ligabue volle celebrare la ricorrenza con un concerto nell'area dell'Aeroporto di Reggio Emilia. Le prevendite dei biglietti iniziarono il 4 maggio.
Nei piani del cantante e di tutta la produzione, ci fu l'intenzione di "avvolgere" il pubblico col suono, grazie ad un innovativo sistema audio progettato dalla Sound Tuning Studio proprio per questo evento e poi ripresentato negli Heineken Jammin' Festival 2006 e 2007; la produzione prevedeva infatti quattro palchi, sui quali Ligabue si sarebbe esibito in quattro "esperienze" sonore diverse:
- Sul palco principale con "La Banda"
- Sul palco da solo, accompagnato dalla chitarra
- Sul palco acustico con Mauro Pagani, senza l'ausilio di strumenti elettrici e ritmici
- Sul palco vintage con il gruppo dei primi album, i ClanDestino, proponendo i primi successi, e l'ospite Daniele Moretto alla tromba.

Il 20 giugno venne aperto il sito Ligachannel, che si propose di tenere informati i fan sull'andamento dei lavori per il concerto, con interviste ai protagonisti e news in anteprima.

### Il concerto
Il 10 settembre i cancelli aprirono alle 9:00 e il pubblico vi affluì fino a pochi istanti prima dell'inizio del concerto.
Intorno alle 15:00 cominciarono a suonare gli artisti di supporto: Piccoli omicidi, Il Nucleo, Rio, Folkabbestia, L'Aura, Edoardo Bennato ed Elisa, i quali intrattennero il pubblico fino alle ore 20:45 circa.
Alle 21:15 salì sul palco Ligabue, accompagnato per l'occasione dalla sua band di allora (La Banda), dalla band dei suoi esordi (i ClanDestino) e da Mauro Pagani, ex componente della Premiata Forneria Marconi. Il concerto durò per quasi tre ore, durante le quali il cantante ripropose i suoi più grandi successi e il singolo Il giorno dei giorni, primo anticipante l'allora nuovo album, Nome e cognome (uscito sei giorni dopo il concerto). A causa di gravi problemi di audio, molte migliaia di persone non riuscirono a sentire il concerto e furono molti gli spettatori che decisero di lasciare anzitempo il concerto. Pochi giorni dopo, l'artista inviò una lettera di scuse ai fan attraverso il suo portale Ligachannel.

### Il DVD
Il DVD che ripropone l'evento del Campovolo (pubblicato il 25 novembre dello stesso anno) ha battuto molti record di vendite - risultando uno dei DVD più venduti del 2005 e anche nel 2006 - ha mantenuto per molte settimane la prima posizione nelle classifiche di vendita.

#### Tracce
1. Intro
2. Il giorno dei giorni – (da Nome e cognome)
3. I "ragazzi" sono in giro – (da Buon compleanno Elvis)
4. Hai un momento, Dio? – (da Buon compleanno Elvis)
5. Vivo morto o X – (da Buon compleanno Elvis)
6. Marlon Brando è sempre lui – (da Ligabue)
7. L'odore del sesso – (da Miss Mondo)
8. A che ora è la fine del mondo? – (da A che ora è la fine del mondo?)
9. Sogni di rock 'n' roll – (da Ligabue)
10. Non è tempo per noi – (da Ligabue)
11. Libera nos a malo – (da Lambrusco coltelli rose & pop corn)
12. Bambolina e barracuda – (da Ligabue)
13. Sarà un bel souvenir – (da Lambrusco coltelli rose & pop corn)
14. Lambrusco & pop corn – (da Lambrusco coltelli rose & pop corn)
15. Ho messo via – (da Sopravvissuti e sopravviventi)
16. Salviamoci la pelle!!!! – (da Lambrusco coltelli rose & pop corn)
17. Una vita da mediano – (da Miss Mondo)
18. Il giorno di dolore che uno ha – (da Su e giù da un palco)
19. Piccola stella senza cielo – (da Ligabue)
20. Questa è la mia vita – (da Fuori come va?)
21. Balliamo sul mondo – (da Ligabue)
22. Tra palco e realtà – (da Su e giù da un palco)
23. Ho perso le parole – (dalla colonna sonora di Radiofreccia)
24. Certe notti – (da Buon compleanno Elvis)
25. Urlando contro il cielo – (da Lambrusco coltelli rose & pop corn)

### Premi e riconoscimenti
- Record europeo per biglietti venduti in un concerto da un singolo artista: 165.264 (Dati ufficiali SIAE)
- Biglietto di platino
- Primo assoluto al mondo per numero di biglietti venduti in un singolo concerto nell'anno 2005 secondo le classifiche della rivista statunitense Pollstar
- In occasione del secondo Campovolo, tutti gli album di Ligabue sono rientrati nei primi cento posti della classifica FIMI[7].

(Luciano Ligabue)

## Campovolo 2.0
Dopo i tour degli anni precedenti, conclusi a marzo 2011, e dopo un nuovo Ligabue Day il 23 marzo 2011, Ligabue annunciò, per il 16 luglio, un nuovo concerto al Campovolo, quasi sei anni dopo il precedente.
In questa occasione, per evitare problemi tecnici e agevolare l'afflusso e il deflusso del pubblico, l'area del concerto fu predisposta per un numero di spettatori limitato, mettendo in vendita 110.000 biglietti, per un pubblico di oltre 117.000 persone.
Il palco, lungo 90 metri per una superficie di 1100 metri quadrati calpestabili, era dotato di 620 m² di schermi, 19 torri altoparlanti per un totale di 200.000 Watt e di 9 colonne trifacciali rotanti alte 10 metri.
Fu prevista un'area dove poter campeggiare e uno spazio allestito appositamente per i fan, il "LigaVillage", formato da cinque aree (LigaStreet, Villaggio Sportivo, Villaggio Solidale, Cinema, Villaggio Volante), con all'interno delle aree dedicate alle attività di Ligabue, sia musicali che cinematografiche e letterarie, un mercatino con oggetti d'epoca legati al mondo musicale dagli anni sessanta e un'area ecologica per la distribuzione e diffusione di informazione su sistemi eco-sostenibili e sul commercio equo e solidale.
Nel pomeriggio si esibirono le band emergenti vincitrici del contest "Quando Canterai La Tua Canzone...sul palco di Campovolo!" organizzato da LigaChannel:
Opening Act:
- Nuju
- Musicanti di Grema
- Brain Shock
- Powerfrancers & Katerfrancers
- Fonokit (MTV New Generation)

Special Opening Act:
- Orazero (la prima band di Ligabue): Bruno Trico Pederzoli (voce), Alberto Imo Imovilli (batteria), Roberto Bobby Bartolucci (basso), Marco Gherpelli (chitarra), Filippo Poli(chitarra)

Ligabue si esibì con tutte le band e i musicisti che lo accompagnarono live dal 1990:
- ClanDestino: Gigi Cavalli Cocchi (batteria), Luciano Ghezzi (basso), Max Cottafavi (chitarra), Giovanni Marani (tastiere), Gianfranco Fornaciari (tastiere)
- La Banda: Roberto Pellati (batteria), Antonio Righetti (basso), Mel Previte (chitarra), Federico Poggipollini (chitarra)
- Il Gruppo: Michael Urbano (batteria), Kaveh Rastegar (basso), Federico Poggipollini (chitarra), Niccolò Bossini (chitarra), Luciano Luisi (tastiere), Josè Fiorilli (tastiere)
- Ospiti: Mauro Pagani (violino, bouzouki, armonica a bocca e flauto), Corrado Rustici (chitarra).

Durante l'evento, Ligabue cantò due inediti: M'abituerò, scartato da Sopravvissuti e sopravviventi e Sotto bombardamento, che era stato considerato per Buon compleanno Elvis.
Il 22 novembre 2011 uscì Campovolo 2.011, un triplo CD o quadruplo vinile che testimonia questo concerto e contiene 3 inediti incisi in studio (M'abituerò, Sotto bombardamento e Ora e allora, i primi due dei quali eseguiti anche a Reggio Emilia).
Il 7 dicembre 2011 uscì Ligabue Campovolo - Il FILM 3D, che fu proiettato in oltre 350 sale in tutte le città d'Italia, con una parte dedicata al concerto live e una parte, il docufilm, in cui Ligabue racconta la sua storia ormai ventennale. Per la prima volta in Italia un film-concerto venne realizzato in 3D.

### La scaletta
1. Questa è la mia vita
2. Un colpo all'anima
3. I ragazzi sono in giro
4. Ci sei sempre stata
5. Atto di fede
6. Le donne lo sanno
7. Ho ancora la forza
8. Anime in plexiglass
9. Figlio d'un cane
10. M'abituerò
11. Marlon Brando è sempre lui
12. I duri hanno due cuori
13. Non è tempo per noi
14. Balliamo sul mondo
15. Il giorno di dolore che uno ha
16. In pieno rock 'n' roll
17. Vivo morto o X
18. Viva!
19. Sotto bombardamento
20. Quella che non sei
21. Certe notti
22. Tra palco e realtà
23. Buonanotte all'Italia
24. Quando canterai la tua canzone
25. A che ora è la fine del mondo
26. Piccola stella senza cielo
27. Sulla mia strada
28. Urlando contro il cielo
29. Il peso della valigia
30. Il meglio deve ancora venire
31. Taca banda

- Canzoni 1-6 con il Gruppo.
- Canzone 7 con Mauro Pagani.
- Canzoni 8-14 con i ClanDestino.
- Canzone 15 con Mauro Pagani.
- Canzoni 16-22 con la Banda.
- Canzone 23 con Mauro Pagani e Corrado Rustici.
- Canzoni 24-31 con il Gruppo.

## Campovolo 2015 - La festa
Dopo le varie tappe del Mondovisione Tour culminato ad aprile 2015 con l'uscita dell'album live Giro del mondo, Luciano Ligabue ha deciso di festeggiare i 25 anni di carriera, i 25 dall'uscita del suo primo album Ligabue ed i 20 dall'uscita dell'album Buon compleanno Elvis con un terzo concerto nell'ormai celebre aeroclub della città di Reggio Emilia.
Come per Campovolo 2.011, è stata prevista un'area dove poter campeggiare e uno spazio allestito appositamente per i fan, denominato "Liga Street" che è rimasta attiva anche il giorno prima e subito dopo il concerto: all'interno di questo spazio, inoltre, erano presenti 24 punti di ritrovo/bar, un cinema all'aperto, una grossa tenda con tutta la storia relativa alla produzione degli album Ligabue, Buon compleanno Elvis e Giro del mondo.
Per consentire una maggiore diffusione audio, è stato allestito un impianto di circa 2 milioni di watt (prima volta in Italia) con un palco in cui era presente un enorme maxi-schermo e la cui struttura andava ad "abbracciare" i fan presenti.
Lo show, articolato in 3 set live, ha visto Ligabue esibirsi con tutti i musicisti che lo hanno accompagnato in questi 25 anni:
- ClanDestino: Gigi Cavalli Cocchi (batteria), Luciano Ghezzi (basso), Max Cottafavi (chitarra), Giovanni Marani (tastiere), con i quali ha esibito per intero l'album Ligabue.
- La Banda: Roberto Pellati (batteria), Antonio Righetti (basso), Mel Previte (chitarra), Federico Poggipollini (chitarra), con i quali ha eseguito per intero l'album Buon compleanno Elvis.
- Il Gruppo: Michael Urbano (batteria), Davide Pezzin (basso), Federico Poggipollini (chitarra), Niccolò Bossini (chitarra), Luciano Luisi (tastiere), con i quali ha eseguito "il meglio" di Giro del mondo e degli altri album incisi.
- Ospiti: Anchise Bolchi (banjo, violino), Emiliano Vernizzi (Sax), Max Lugli (armonica a bocca), Pippo Guarnera (organo hammond).

### La scaletta
Primo live set con i ClanDestino - album Ligabue:
1. Balliamo sul mondo
2. Bambolina e barracuda
3. Piccola stella senza cielo
4. Marlon Brando è sempre lui
5. Non è tempo per noi
6. Bar Mario
7. Sogni di rock 'n' roll
8. Radio radianti
9. Freddo cane in questa palude
10. Angelo della nebbia
11. Figlio d'un cane

Secondo live set con La Banda - album Buon compleanno Elvis:
1. Vivo morto o X
2. Seduto in riva al fosso
3. Buon compleanno, Elvis!
4. La forza della banda
5. Hai un momento, Dio?
6. Rane a Rubiera blues
7. Certe notti
8. Viva!
9. I "ragazzi" sono in giro
10. Quella che non sei
11. Non dovete badare al cantante
12. Un figlio di nome Elvis
13. Il cielo è vuoto o il cielo è pieno?
14. Leggero

Terzo live set con il Gruppo - il meglio di Giro del Mondo:
1. C'è sempre una canzone
2. Il meglio deve ancora venire
3. A modo tuo
4. Questa è la mia vita
5. Non ho che te
6. Sono qui per l'amore
7. Urlando contro il cielo
8. Ho perso le parole
9. Si viene e si va
10. Il muro del suono
11. Buonanotte all'Italia
12. A che ora è la fine del mondo?
13. Tra palco e realtà
14. Il giorno di dolore che uno ha
15. Con la scusa del rock'n'roll

## Campovolo 2020 - 30 anni in un nuovo giorno
Ligabue inizialmente doveva tornare il 12 settembre 2020 al Campovolo di Reggio Emilia, per festeggiare il trentennale della sua carriera, in una nuova area denominata RCF Arena Reggio Emilia, più piccola rispetto agli anni precedenti, essendo strutturata per una capienza massima di 100 000 persone, e con una pendenza del 5% per garantire una visuale e un'acustica adatte. A gennaio 2020 l'evento risultava già sold out, con 100 000 biglietti venduti.
A seguito dell'emergenza dovuta alla pandemia di COVID-19, Ligabue annuncia, tramite social network, che il concerto sarebbe stato rinviato al 19 giugno 2021. Per lo stesso motivo, nel corso del 2021 il concerto è stato ulteriormente rinviato al 4 giugno 2022.
Il concerto, durato 3 ore, ha visto la presenza di 103.009 persone (sold out). L'artista emiliano dalle 21 a mezzanotte ha suonato ben 32 brani, coinvolgendo tutti i gruppi di musicisti che l'hanno accompagnato nel corso della sua carriera. Sul palco dell'RCF Arena di Campovolo, Ligabue ha invitato diversi artisti a duettare con lui: Gazzelle, Elisa, Loredana Bertè, Eugenio Finardi, Mauro Pagani e Francesco De Gregori. Doveva essere presente anche Piero Pelù, ma ha dovuto rinunciare a seguito di un infortunio rimediato durante il suo tour coi Litfiba pochi giorni prima di Campovolo.

### La scaletta
Col Gruppo
1. Non cambierei questa vita con nessun'altra
2. Balliamo sul mondo
3. L’odore del sesso
4. Niente paura
5. Il sale della terra
6. Ho smesso di tacere (con Loredana Bertè)
7. Marlon Brando è sempre lui

Coi Clandestino
1. Bar Mario
2. Non è tempo per noi
3. Musica ribelle (con Eugenio Finardi)
4. Ho messo via
5. Piccola stella senza cielo
6. A che ora è la fine del mondo

Col Gruppo
1. L’amore conta (con Gazzelle)
2. Luci d’America
3. Il giorno dei giorni
4. Buonanotte all’Italia (con Francesco De Gregori)

Con La Banda
1. Il mio nome è mai più (con Mauro Pagani)
2. I “ragazzi” sono in giro
3. Ti sento
4. Eri bellissima
5. Il giorno di dolore che uno ha
6. Quella che non sei
7. Certe notti
8. Sulla mia strada

Col Gruppo
1. Una vita da mediano
2. Il meglio deve ancora venire
3. A modo tuo (con Elisa)
4. Questa è la mia vita
5. Tra palco e realtà

Tutti insieme
1. Urlando contro il cielo

Luciano voce e chitarra
1. Sogni di rock'n'roll (acustico)